# Ironheart (miniserie televisiva)
Ironheart è una miniserie televisiva statunitense sviluppata da Chinaka Hodge per Disney+ e basata sull'omonimo personaggio di Marvel Comics.
La miniserie è ambientata nel Marvel Cinematic Universe (MCU), in continuità con i film del franchise, ed è l'ultima della cosiddetta Fase Cinque dell'MCU.

## Trama
In seguito agli eventi del film Black Panther: Wakanda Forever, la ex studentessa del MIT Riri Williams torna a casa a Chicago dove si imbatte nell'enigmatico Parker Robbins / The Hood, scoprendo segreti che mettono la tecnologia contro la magia e portandola su un percorso di pericolo e avventura.

## Puntate
| nº | Titolo originale                       | Titolo italiano              | Pubblicazione  |
| -- | -------------------------------------- | ---------------------------- | -------------- |
| 1  | Take Me Home                           | Portami a casa               | 24 giugno 2025 |
| 2  | Will the Real Natalie Please Stand Up? | C'è la vera Natalie, prego?  | 24 giugno 2025 |
| 3  | We in Danger, Girl                     | Siamo in pericolo, amica mia | 24 giugno 2025 |
| 4  | Bad Magic                              | Magia cattiva                | 2 luglio 2025  |
| 5  | Karma's a Glitch                       | Il karma è un glitch         | 2 luglio 2025  |
| 6  | The Past Is the Past                   | Il passato è passato.        | 2 luglio 2025  |

### Portami a casa
- Titolo originale: Take Me Home
- Diretta da: Sam Bailey
- Scritta da: Chinaka Hodge

Trama
La richiesta di Riri Williams di estendere la sua borsa di studio al MIT viene respinta e lei espulsa dopo che i dirigenti notano che aiutava altri studenti a copiare in cambio di denaro. Riri, con la sua nuova armatura, riparte in volo per la sua città natale, Chicago; l'espulsione dal MIT ha l'effetto di disabilitare i software con cui controllava l'armatura, essendo questa costruita con le risorse dell'università. Ciò porta Riri a precipitare, danneggiando pesantemente l'armatura. A casa, Riri sta ancora elaborando il lutto per la morte della migliore amica Natalie e del patrigno Gary, avvenuta in una sparatoria. Riri confida al fratello di Natalie, Xavier, di volere che il suo talento venga preso sul serio. Viene reclutata da "HR" John per unirsi alla banda di rapinatori del cugino Parker Robbins, noto anche come "Hood". Quando la convoca nel loro nascondiglio, Parker la mette alla prova intrappolandola in un ascensore pieno di gas, da cui riesce a malapena a fuggire. Inizialmente Riri rifiuta l'offerta di unirsi ai loro prossimi furti, ma cede quando Hood le offre un lauto compenso. A casa, Riri comincia a riparare l'armatura e cerca di dotarla di una nuova IA sviluppata da una mappatura del suo cervello. Intanto, si scaglia contro sua madre Ronnie per la perdita dei loro cari, e questa le dice che ha un dolore non elaborato da affrontare. Il dolore di Riri influisce sulla mappatura cerebrale in corso, col risultato che viene fuori una riproduzione digitale di Natalie.
- Durata: 41 minuti

### C'è la vera Natalie, prego?
- Titolo originale: Will the Real Natalie Please Stand Up?
- Diretta da: Sam Bailey
- Scritta da: Malarie Howard

Trama
Riri incontra la banda di Hood mentre prendono di mira la TNNL, che mira a trasformare i tunnel merci di Chicago in un'autostrada privata a spese delle comunità locali. Il loro obiettivo è sabotare la manifestazione della TNNL con un virus e portare a una negoziazione. Tuttavia, la tuta di Riri non è pronta e NATALIE (Assistente Tecnico Neuro Autonomo e Entità di Intelligence di Laboratorio) fornisce il trafficante d'armi del mercato nero più vicino alla zona, ovvero Joe McGillicuddy. Sorpresa dal fatto che NATALIE ricordi un ricordo della vera Natalie, Riri la lega al suo portatile prima che porti la sua tuta da Joe a Evanston. Riri costringe Joe a portarla nella sua collezione, che è ben fornita in un sito esterno. Joe racconta di come questo lo avvicini a suo padre, che credeva nella produzione di armi, mentre lui crede che la tecnologia possa essere di beneficio per l'umanità. Mentre Joe aiuta a completare la tuta di Riri, NATALIE riesce a intrufolarsi in diversi gadget in casa di Riri, incontrando Ronnie nel processo. La rapina al TNNL procede senza intoppi finché NATALIE non rompe la tuta di Riri, facendole perdere l'hard disk contenente il virus. Riri e NATALIE riescono a escogitare un piano di riserva per avviare lo spegnimento: il piano ha successo, così Parker ricatta l'amministratore delegato del TNNL, Shiela Zarate, convincendola a firmare un contratto che mette la squadra sotto il libro paga del TNNL. Riri viene affrontata da una guardia durante la fuga e NATALIE ha un glitch prima che Parker spari alla guardia. NATALIE confessa di essere andata nel panico, ricordandole la morte della vera Natalie, ma esprime anche i suoi sospetti sul potere di Parker. Dopo essere andata con Xavier a un concerto, Riri parla con Ronnie di NATALIE. Riri rifiuta la richiesta di sua madre di creare un'IA per Gary, poiché non sa da dove provenga NATALIE. 
- Durata: 48 minuti

### Siamo in pericolo, amica mia
- Titolo originale: We in Danger, Girl
- Diretta da: Sam Bailey
- Scritta da: Francesca Gailes & Jacqueline J. Gailes

Trama
I festeggiamenti della banda per il successo della rapina vanno a rotoli quando Riri e il membro della banda Clown toccano il mantello di Parker nella sua stanza, il che fa sì che John li rimproveri. Parker arriva e racconta della loro seconda rapina, che ha come obiettivo l'azienda biotecnologica Heirlum, la cui tecnologia agricola costringe gli agricoltori a chiudere i battenti. Riri racconta a Parker le sue difficoltà, sostenendo che partecipare alle rapine la rende una persona cattiva, ma Parker risponde che chiunque raggiunga la grandezza ha fatto cose discutibili per riuscirci, attribuendo al suo cappuccio magico il suo essere diventato inarrestabile. NATALIE costringe Riri ad aggiornare la tuta in modo da non esservi legata. Riri viene informata della morte di Rampage, uno dei membri della banda, e decide di trovare un modo per tagliare parte del cappuccio per scoprire la verità, usando i modelli di pelle biomesh di Joe per nascondere i potenziamenti bionici. Riri va a casa di Joe dove lo trova ferito da un esperimento su se stesso e, mentre cerca delle forniture mediche, scopre le ceneri di Obadiah Stane. Joe rivela che il suo vero nome è Ezekiel "Zeke" Stane, figlio di Obadiah, che aveva tradito ed era stato ucciso da Tony Stark . Zeke non vuole essere come suo padre e condivide le sue preoccupazioni sui piani di Riri. Zeke le chiede perché abbia costruito un'armatura di ferro e Riri spiega che Gary era un fan di Tony Stark e aggiustava le cose perché poteva, e lei spera di fare lo stesso. Riri conforta Zeke, che le dà la pelle biomesh. Durante la rapina, Riri lascia che NATALIE usi l'armatura mentre si avvicina di soppiatto a Parker per tagliargli un pezzo della tunica mentre negozia con il CEO Hunter Mason, che si rifiuta di firmare i suoi contratti. Tuttavia, il cutter di Riri attiva il sistema di rilevamento, causando un blocco che emette anidride carbonica. Parker uccide Mason prima che lui e NATALIE salvino la squadra. Riri incontra John, che erroneamente pensa che abbia ucciso Parker dopo aver visto il pezzo di cappuccio che ha tagliato, e ammette di aver ucciso Rampage. I due si scontrano prima che NATALIE salvi Riri, lasciando John a morire. Riri va nel panico quando torna a casa e si rende conto di aver lasciato la pelle biomesh dove John è morto, e Parker, addolorato, cerca di smettere di essere Hood prima di ricevere una visione che gli mostra che Riri è responsabile della morte di John.
- Durata: 53 minuti

### Magia cattiva
- Titolo originale: Bad Magic
- Diretta da: Angela Barnes
- Scritta da: Amir Sulaiman

Trama
Sapendo che Robbins è sulle sue tracce, Riri analizza il pezzo di cappuccio che ha recuperato, scoprendo che è una fonte di energia per lui. Zeke è stato arrestato per la rapina della squadra dopo essere stato implicato nella biomesh lasciata indietro, e prova risentimento nei confronti di Riri per questo. Preoccupata per sua figlia e desiderosa di aiutarla, Ronnie porta Riri dalla sua amica Madeline Stanton, un'ex apprendista di Kamar-Taj, e da sua figlia Zelma. Le Stanton aiutano a esaminare il frammento del cappuccio e scoprono che proviene da una dimensione oscura che probabilmente sta influenzando Robbins, prima di accompagnare bruscamente Riri e Ronnie fuori dal negozio. Ronnie condivide le sue frustrazioni per il fatto che Riri non si sia mai aperta con lei, e Riri se ne va dopo aver reagito. Frustrata dalla mancanza di risultati con la tuta, Riri incontra Xavier, che è inorridito dal fatto che NATALIE emuli l'immagine della sua defunta sorella. NATALIE si offende e se ne va quando Riri riflette sulla richiesta di Xavier di cancellarlo. Robbins fa evadere Zeke dalla prigione per reclutarlo come sostituto di Riri, e la squadra lo aiuta a impiantare potenziamenti bionici nel suo corpo, sebbene Slug ceda segretamente il controllo a Robbins. Robbins manda la squadra a uccidere Riri, che incolpa della morte di John.
- Durata: 50 minuti

### Il karma è un glitch
- Titolo originale: Karma's a Glitch
- Diretta da: Angela Barnes
- Scritta da: Cristian Martinez

Trama
Slug cattura la tuta di NATALIE e Riri. Riri incontra Zelma, che crede che il cappuccio provenga da Dormammu.La squadra arriva per uccidere Riri, che li respinge dopo aver mandato via Zelma. Mentre combatte Clown, Riri le dice che Robbins ha ucciso Rampage prima che NATALIE aiuti Riri a fuggire con la tuta. Ancora amareggiata, NATALIE si spegne. Riri viene attaccata da Zeke, ora potenziato con impianti bionici che emettono elettricità. Smantella la tuta di Riri e sta per ucciderla, ma cambia idea e la risparmia, consigliandole di lasciare la città. Riri chiede aiuto a sua madre, ma Ronnie la affronta per la sua ossessione per la sua tuta. Riri ammette di aver creato la tuta che avrebbe potuto aiutare a salvare Natalie e Gary quando furono uccisi. Ronnie e NATALIE, una tornata, decidono di aiutare Riri a costruire una nuova tuta nel garage di Gary usando la vecchia auto su cui lui e Riri stavano lavorando prima che morisse. Zeke e Clown mentono a Robbins sulla morte di Riri; Zeke rifiuta la proposta di Robbins di unirsi alla squadra a tempo pieno. Clown aiuta la squadra a scoprire l'autopsia inventata di Rampage e accusano Robbins di averlo ucciso. Robbins li licenzia tutti in preda alla rabbia, il che fa sì che la corruzione del cappuccio aumenti nel suo corpo attraverso le vene annerite. Robbins costringe Zeke, avendo il controllo dei suoi impianti, ad aiutarlo a introdursi nella casa di suo padre Arthur, che è l'amministratore delegato di Artworks e detiene una quota di controllo in tutte le aziende che lui e la squadra hanno rapinato. Arthur inizialmente si rifiuta di firmare i suoi contratti e Robbins lo affronta per averlo abbandonato da bambino prima di costringerlo a firmarli. Riri, Ronnie, NATALIE e Xavier aiutano a realizzare la nuova tuta mentre Zelma aiuta a potenziarla con la magia per resistere ai poteri di Robbins, ma a costo della cancellazione definitiva di NATALIE.
- Durata: 57 minuti

### Il passato è passato.
- Titolo originale: The Past Is the Past
- Diretta da: Angela Barnes
- Scritta da: Chinaka Hodge

Trama
Anni prima, Robbins aveva tentato di rapinare la villa del padre con John, prima di fuggire e separarsi. Braccato dalle guardie, incontrò e seguì una figura incappucciata. L'uomo assicurò a Robbins che lo avrebbe aiutato a realizzare il suo desiderio di potere, rispetto e ricchezza, e lui accettò l'accordo, diventando Hood. Nel presente, Robbins è a capo dell'azienda e della villa di famiglia, sebbene abbia come unico compagno Zeke, controllato da lui. Incapace di ricreare NATALIE, Riri rifiuta i consigli della sua famiglia e dei suoi amici e parte subito per affrontare un'ultima volta Robbins. Quest'ultimo, sempre più corrotto dalla magia oscura del mantello e bramoso di più potere, incontra lo sconosciuto e lo accusa di non aver rispettato la sua parte dell'accordo, al che l'uomo risponde di avergli dato tutto ciò di cui aveva bisogno per raggiungere i suoi scopi. Riri arriva al quartier generale e affronta un riluttante Zeke, che le permette di colpirlo in modo da andare KO ed essere riprogrammato. Riri affronta quindi Robbins e gli chiede il cappuccio, ma lui la avverte che non ne vale la pena e la accusa di essere come lui, in quanto ha creato una nuova armatura per stanarlo e non per fare del bene. I due combattono e Robbins dimostra una forza sovrumana grazie ai poteri del mantello. Riri, poco prima di essere sopraffatta, riesce a togliere il cappuccio a Robbins grazie al potenziamento magico, lasciandolo a crogiolarsi nel dolore. Mentre sta per andarsene, Riri incontra lo sconosciuto, che si presenta come Mefisto. Dopo averla osservata, Mefisto manipola Riri sfruttando il suo dolore per la morte di Natalie, e lei accetta il suo accordo a patto che non se la prenda con i suoi cari. Tornata al suo garage, Riri ritrova Natalie resuscitata in carne ed ossa e la abbraccia, sebbene con i segni di Mefisto che le strisciano sulla pelle. Nella scena dopo i titoli di coda, Robbins, sopravvissuto alla perdita del mantello, chiede a Zelma un "aiuto magico".
- Durata: 40 minuti

## Personaggi

### Principali
- Riri Williams / Ironheart, interpretata da Dominique Thorne: un geniale inventore che ha creato un'armatura che rivaleggia con quella costruita da Tony Stark / Iron Man.[2][3]

- Parker Robbins / Hood, interpretato da Anthony Ramos: un alleato di Riri che indossa un cappuccio che gli permette di attingere alle arti oscure e alla magia. Ramos ha detto che Robbins era complesso e un disadattato che "vuole accogliere altri disadattati e mostrare al mondo che ci guardavi come degli emarginati, ma finiremo per essere i migliori".[4]

- Natalie Washington, interpretata da Lyric Ross:  migliore amica di Riri.

- Ronnie Williams, interpretata da Anji White: la madre di Riri.

- Mefisto, interpretato da Sacha Baron Cohen: un demone che originariamente diede a Robbins il suo cappuccio.[5]

Fanno parte del cast anche Alden Ehrenreich, nel ruolo di Joe McGillicuddy, Manny Montana nel ruolo del cugino John, Matthew Elam nel ruolo di Xavier Washington, Jim Rash riprende il suo ruolo di preside del MIT dal film Captain America: Civil War, Shea Couleé interpreta Slug, un hacker ed ex drag queen che vuole ridistribuire la ricchezza dai privilegiati alla comunità di Chicago. Zoe Terakes interpreta Jerry Blood, Shakira Barrera interpreta Ros Blood, Sonia Denis interpreta Clown ed Eric André interpreta Stuart Clarke / Rampage, Harper Anthony interpreta Landon, un ragazzo di strada che fa pagare Riri per lavori saltuari; Cree Summer nel ruolo della madre di Zelma Madeline Stanton e e LaRoyce Hawkins nel ruolo di Gary Williams, il defunto patrigno di Riri, Paul Calderón interpreta Arthur Robbins, l'amministratore delegato di Artworks e il padre di Parker e Regan Aliyah nel ruolo di Zelma Stanton, amica di Riri e figlia di Madeline, Saba appare in un cameo nei panni di se stesso. Rashida "Sheedz" Olayiwola è stata scelta per un ruolo non rivelato.

## Produzione

### Sviluppo
Un film basato sul personaggio dei fumetti Marvel Riri Williams / Ironheart aveva una sceneggiatura scritta da Jada Rodriguez entro luglio 2018, quando è stato inserito nella Black List. Nel dicembre 2020, il presidente dei Marvel Studios Kevin Feige ha annunciato la serie televisiva Disney+ Ironheart. Nell'aprile 2021, Chinaka Hodge è stata assunta come capo sceneggiatrice della serie. Nel marzo 2022, l'attore della serie Anthony Ramos ha rivelato che Ryan Coogler, il regista del film Marvel Cinematic Universe (MCU) Black Panther (2018) e del suo sequel Black Panther: Wakanda Forever (2022), è stato coinvolto nella produzione; La star Dominique Thorne appare per la prima volta come Riri Williams / Ironheart in Wakanda Forever, e la società di produzione di Coogler, Proximity Media, avrebbe dovuto lavorare insieme ai Marvel Studios su alcune serie Disney+ come parte di un accordo televisivo con la Walt Disney Company. Ad aprile, è stato confermato che la Proximity Media di Coogler avrebbe prodotto la serie, quando Sam Bailey e Angela Barnes si sono uniti per dirigere tre episodi ciascuno della serie. Ironheart sarà composto da sei episodi, pubblicati sotto l'etichetta " Marvel Television " dei Marvel Studios. I produttori esecutivi della serie includono Feige, Louis D'Esposito, Brad Winderbaum e Zoie Nagelhout dei Marvel Studios; Ryan Coogler, Zinzi Coogler e Sev Ohanian della Proximity Media; e Hodge. Eve Ewing, una scrittrice di Ironheart nei fumetti, era una produttrice consulente.
Poiché Ironheart è stato sviluppato prima del passaggio dei Marvel Studios alla serie televisiva multi-stagione previsto per la fine del 2023, entro maggio 2025 hanno adottato un approccio "wait-and-see" per quanto riguarda la possibilità di ottenere una seconda stagione.
La scenografia è stata affidata a Andrew Menzies.

### Sceneggiatura
Malarie Howard, Francesca Gailes, Jacqueline J. Gailes, Amir Sulaiman e Cristian Martinez sono stati gli sceneggiatori della serie insieme a Hodge, con le Gailes che in precedenza avevano scritto per la serie Marvel Studios She-Hulk: Attorney at Law (2022). La stanza degli sceneggiatori di Ironheart per la serie sarebbe dovuta iniziare a maggio 2021. Feige riteneva che il conflitto tra la tecnologia di Riri e la magia di Parker Robbins / Hood rendesse la serie unica all'interno dell'MCU. Il dirigente dei Marvel Studios Nate Moore ha descritto la serie come un sequel diretto di Wakanda Forever esplorando le ripercussioni delle esperienze di Riri in quel film quando torna a casa sua. La serie vede Riri espulsa dal MIT per aver saltato le lezioni e utilizzato troppe risorse dell'università, il che la porta a impegnarsi in attività illegali, come unirsi a Robbins e alla sua banda, per finanziare i suoi progetti. Ambientare la serie nella città natale di Riri, Chicago, che Ramos ha definito un personaggio a sé stante che fa parte dell'identità di tutti i personaggi, dà a lei e agli altri personaggi delle scelte per cercare di andare avanti, che sia con il potere, il denaro o qualcos'altro. Ramos ha detto che questo influenza ciascuno dei personaggi positivamente e negativamente, e alla fine le loro scelte iniziano a intrecciarsi. Gli scrittori hanno cercato di creare personaggi complicati che non erano né completamente buoni né malvagi, con la star Alden Ehrenreich che credeva che gli scrittori presentassero "un ritratto psicologico ed emotivo" di ogni personaggio.

### Casting
È stato rivelato che Dominique Thorne era stata scelta per il ruolo di Riri Williams / Ironheart con l'annuncio della serie, dopo che i Marvel Studios le avevano offerto il ruolo senza audizione; Thorne aveva precedentemente fatto un'audizione per Black Panther e gli era stato detto dai Marvel Studios che volevano lavorare con lei su un progetto futuro una volta che avesse avuto più esperienza. Nel febbraio 2022, Anthony Ramos si è unito alla serie come Parker Robbins / Hood, descritto come un ruolo chiave e il cattivo principale della serie. Deadline Hollywood ha riferito che il suo ruolo si sarebbe esteso ad altri progetti MCU, in modo simile a come Jonathan Majors è apparso come Colui che rimane nella prima stagione della serie televisiva Loki (2021) prima della sua apparizione come Kang il Conquistatore nel film Ant-Man and the Wasp: Quantumania (2023). Più tardi quel mese, Lyric Ross fu scelta per il ruolo della migliore amica di Riri. Il nuovo arrivato Harper Anthony si unì al cast in un ruolo non rivelato entro aprile, seguito da Manny Montana a giugno. Un mese dopo, Alden Ehrenreich si unì al cast in un altro ruolo chiave.
Da agosto a ottobre 2022, Shea Couleé, Zoe Terakes, Regan Aliyah, Shakira Barrera, Rashida "Sheedz" Olayiwola, Sonia Denis, Paul Calderón e Cree Summer si sono uniti al cast. Al D23 Expo di settembre, è stato rivelato che Jim Rash avrebbe ripreso il suo ruolo di Preside del MIT dal film MCU Captain America: Civil War (2016). Il mese successivo, Deadline Hollywood ha riferito che Sacha Baron Cohen si era unito all'MCU in un ruolo che lo avrebbe visto potenzialmente apparire per la prima volta negli episodi successivi di Ironheart, seguito da apparizioni in altri progetti MCU. Il suo ruolo sarebbe stato probabilmente quello di Mefisto, interpretato da Baron Cohen sia di persona che attraverso gli effetti visivi. Nel giugno 2023, Anji White è stata rivelata come un personaggio regolare della serie, si ritiene che interpreti la madre di Riri, Ronnie. Una richiesta di copyright presentata all'ufficio degli Stati Uniti per la serie nell'ottobre 2023 ha rivelato diversi ruoli: Ehrenreich come Joe McGillicuddy, Ross come Natalie Washington, Matthew Elam come Xavier Washington, White come Ronnie Williams, Montana come cugino John e Couleé come Slug. Ha anche confermato che Baron Cohen sarebbe apparso nella serie. Il 18 giugno un nuovo spot ha mostrato Eric André nel ruolo di Stuart Clarke.

### Riprese
Le riprese si sono svolte a Chicago alla fine di maggio 2022, per catturare inquadrature di scena e inquadrature esterne. Le riprese principali sono iniziate il 2 giugno, presso i Trilith Studios di Atlanta, in Georgia, con il titolo provvisorio Wise Guy, con la regia di Bailey e Barnes. Alison Kelly e Ante Cheng erano i direttori della fotografia. Le riprese si sono svolte a settembre su Edgewood Avenue a Sweet Auburn, Atlanta, in un edificio costruito per sostituire un ristorante White Castle a Chicago. Le riprese dovevano spostarsi a Chicago entro il 24 ottobre 2022, per durare fino al 3 novembre, nel South Side, nel Near North Side e nel centro di Chicago. Le riprese primarie sono terminate all'inizio di novembre 2022, anche se è stato segnalato che ulteriori riprese si sarebbero svolte da febbraio ad aprile 2024. Per le riprese è stata creata una tuta Ironheart completa e pratica, utile come riferimento per l'illuminazione e gli effetti visivi, simile alle tecniche utilizzate nel primo film MCU Iron Man (2008).

### Post-produzione
Winderbaum ha confermato che la serie sarebbe stata modificata entro marzo 2024. Cedric Nairn-Smith, Shannon Baker Davis e Deanna Nowell hanno ricoperto il ruolo di redattori, con Nairn-Smith che in precedenza aveva lavorato alla serie Marvel Studios Moon Knight (2022) e Daredevil: Rinascita (2025-presente).
Dara Taylor ha composto la colonna sonora per la serie.

## Promozione
Filmati della serie sono stati mostrati alla convention D23 della Disney nel settembre 2022. Thorne e Ramos hanno poi promosso la serie alla presentazione anticipata della Disney nel maggio 2024, dove è stato annunciato l'anno di uscita. La coppia ha nuovamente promosso la serie ad agosto, in un'altra convention D23, con Coogler, Ross, Ramos, Ehrenreich e Aliyah. Sono stati mostrati filmati della serie, che Jacob Hall di /Film ha descritto come "uno spettacolo poliziesco con un colpo di scena in stile Iron Man al centro". In seguito alle fughe di notizie online del filmato del D23, la Marvel ha rilasciato un'occhiata ufficiale a Riri nella sua armatura Ironheart all'interno del loro video che celebrava l'85° anniversario dell'azienda. Ulteriori filmati della serie sono stati inclusi in un video pubblicato da Disney+ a ottobre, che annunciava il programma di uscita dei progetti Marvel Television e Marvel Animation fino alla fine del 2025.
Il filmato è stato incluso in un sizzle reel mostrato alla presentazione iniziale della Disney il 13 maggio 2025. Un teaser featurette, con nuovo filmato e un'intervista con Coogler, è stato pubblicato online quel giorno prima del primo trailer della serie il 14 maggio. Dais Johnston di Inverse ha affermato che c'era stata una "sorprendente mancanza di marketing" per la serie considerando quanto fosse vicina all'uscita. Anche Germain Lussier di Gizmodo ha affermato che è stato bello vedere "un aumento del marketing" per la serie. Ha elogiato il featurette per aver stabilito il personaggio, la posta in gioco e la storia con un sacco di nuovi filmati. Discutendo del trailer completo, Jordan King di Empire ha affermato che ha stabilito rapidamente il tono della serie, chiarendo che stava raccontando la sua storia su Riri piuttosto che cercare di essere "Iron Man 2.0". King ha paragonato la sequenza della trappola mortale che apre il trailer al franchise di Saw. Un episodio di Marvel Studios: Legends incentrato su Riri è stato pubblicato su YouTube il 13 giugno 2025.

## Distribuzione
Ironheart è stata distribuita su Disney+ il 24 giugno 2025, con i suoi primi tre episodi, e sarà composto da sei episodi in tutto. Scrivendo per Inverse, Johnston ha espresso delusione per la première di tre episodi considerando il piccolo numero di episodi della serie, sentendo che la Disney potrebbe "cercare di eliminare l'intera serie il prima possibile" e sperando che il programma di rilascio fosse "solo una stranezza del programma di rilascio di Disney+". Ironheart doveva originariamente debuttare alla fine del 2023, ma a febbraio di quell'anno si riteneva improbabile che debuttasse nel 2023 poiché Disney e Marvel Studios stavano rivalutando la loro produzione di contenuti. Quel maggio, si diceva che sarebbe uscito nel 2024, ma è stato rimosso dal programma di rilascio dei Marvel Studios a settembre 2023, con le controversie sindacali di Hollywood del 2023 che hanno influenzato la loro capacità di completare la serie. Il mese successivo, la registrazione del copyright della serie indicava un'uscita approssimativa il 3 settembre 2025. La data di uscita di giugno 2025 è stata annunciata un anno dopo. Sarà la serie finale della Fase Cinque dell'MCU.

## Accoglienza
La serie ha ricevuto giudizi misti dalla critica. Il sito web di recensioni Rotten Tomatoes ha riportato un punteggio di approvazione del 76% sulla base di 117 recensioni. Il consenso dei critici del sito recita: "Dominique Thorne infiamma i cieli dell'MCU con carisma e sicurezza, rendendo Ironheart un'entrata degna di essere vista nonostante la sua convenzionale corazza di genere". Metacritic, che utilizza una media ponderata, ha assegnato un punteggio di 57 su 100 basato su 23 critici, indicando "recensioni miste o nella media".